# Oreothlypis ruficapilla
Oreothlypis ruficapilla là một loài chim trong họ Parulidae.